# Elikia M'Bokolo
Elikia M'Bokolo (Kinshasa, 23 dicembre 1944) è uno storico congolese (Repubblica Democratica del Congo).
La sua attività accademica si è concentrata soprattutto sulla storia dell'Africa. È direttore degli studi presso l'École des Hautes Études en Sciences Sociales. Ha insegnato inoltre presso l'Institut des Sciences et Techniques Humaines (ISTH), l'Institut libre d'étude des relations internationales (ILERI) e l'Institut d'Études Politiques (IEP)

## Biografia
Figlio di un medico di Kinshasa, nell'allora Congo belga, Elikia M'Bokolo decide di dedicarsi allo studio della storia dopo aver assistito a un discorso del primo ministro congolese Patrice Lumumba nel quale il leader dell'indipendenza del Congo aveva invocato la "storia degli africani scritta dagli africani". L'assassinio di Lumumba, nel gennaio del 1961, costrinse la famiglia di Elikia M'Bokolo a lasciare il Paese e a stabilirsi in Francia. Qui Elikia M'Bokolo frequenta l'École normale supérieure e si laurea in storia. Da un punto di vista politico, all'epoca si professa vicino ai maoisti.
Nel settembre del 2001 ha partecipato alla conferenza internazionale contro il razzismo e la xenofobia organizzata dall'UNESCO a Durban (Sudafrica). Dal 1994 produce per Radio France Internationale la trasmissione di approfondimento Mémoire d'un continent, dedicata alla storia dell'Africa. Parte dei suoi contributi sono stati raccolti in un cofanetto di 3 CD audio intitolato L'Afrique littéraire. 50 ans d'écriture (2008), in collaborazione con Philippe Sainteny.